# لغر الكوكب الثالث (فلم)
لغر الكوكب الثالث (بالروسية: Тайна третьей планеты: بالانجليزية: The Mystery of the Third Planet) ، المعروف أيضًا باسم سر الكوكب الثالث، هو فيلم روائي طويل رسوم متحركة سوفييتي من إنتاج عام 1981 من إخراج رومان كاشانوف وإنتاج استوديو سايوز مولتفيلم في موسكو. وهو مبني على رواية خيال علمي للأطفال تعرف ب «سفر أليس» لكير بوليشيف، من سلسلة كتب أليسا (أليس) سيليزنيفا.

## روابط خارجية
- مقالات تستعمل روابط فنية بلا صلة مع ويكي بيانات